# Pneumida argentella
Pneumida argentella là một loài bọ cánh cứng trong họ Cerambycidae.